# 宮崎県道363号綾宮崎自転車道線
宮崎県道363号綾宮崎自転車道線（みやざきけんどう363ごう あやみやざきじてんしゃどうせん）は、宮崎県東諸県郡綾町から宮崎市に至る一般県道（自転車道）である。

## 概要
東諸県郡綾町北俣から宮崎市松橋町に至る
全長25.6 kmの自転車道であり、ほとんどが大淀川・本庄川の堤防内を走行する。六角形の標識はないが、全線にわたって専用の標識・キロポスト標がおかれる。

### 路線データ
- 起点：宮崎県東諸県郡綾町北俣
- 終点：宮崎市松橋町（宮崎市役所堤防下駐車場）
- 総延長：25.6 km

## 歴史
- 1974年（昭和49年）11月1日 - 宮崎県告示第1166号により路線認定される[1]。

## 路線状況

### 重複区間
- 宮崎県道361号綾法ヶ岳線（東諸県郡綾町北俣）
- 宮崎県道360号田代八重綾線（東諸県郡綾町北俣）
- 宮崎県道24号高鍋高岡線（東諸県郡国富町田尻 - 東諸県郡国富町本庄）
- 宮崎県道26号宮崎須木線 （東諸県郡綾町入野 - 東諸県郡国富町森永）
- 宮崎県道26号宮崎須木線（宮崎市下北方町平ノ下 - 瓜生野）

### 道路施設

#### 橋梁
起点から
- 小田爪橋（綾町北俣、県道361号重複区間）
- 川久保橋（綾町入野 - 綾町北俣、県道26号重複区間）
- 森永橋（国富町森永）
- 嵐田橋（国富町田尻・国富町本庄、県道24号重複区間）
- 塚原橋（国富町宮王丸・国富町塚原）

## 地理

### 通過する自治体
- 東諸県郡綾町
- 東諸県郡国富町
- 宮崎市

### 交差する道路
| 交差する道路                                                                | 市町村名 | 市町村名 | 交差する場所   | 交差する場所           |
| --------------------------------------------------------------------------- | -------- | -------- | -------------- | ---------------------- |
| 宮崎県道361号綾法ヶ岳線 '重複区間起点                                       | 東諸県郡 | 綾町     | 北俣           |                        |
| 宮崎県道360号田代八重綾線 重複区間起点 宮崎県道361号綾法ヶ岳線 重複区間終点 | 東諸県郡 | 綾町     | 北俣           |                        |
| 宮崎県道360号田代八重綾線 重複区間終点                                      | 東諸県郡 | 綾町     | 北俣           |                        |
| 宮崎県道40号都農綾線                                                        | 東諸県郡 | 綾町     | 北俣           |                        |
| 宮崎県道26号宮崎須木線 重複区間起点                                         | 東諸県郡 | 綾町     | 入野           |                        |
| 宮崎県道26号宮崎須木線 重複区間終点                                         | 東諸県郡 | 国富町   | 森永           |                        |
| 宮崎県道24号高鍋高岡線 重複区間起点                                         | 東諸県郡 | 国富町   | 田尻           |                        |
| 宮崎県道24号高鍋高岡線 重複区間終点                                         | 東諸県郡 | 国富町   | 本庄           |                        |
| 宮崎県道351号木脇高岡線                                                     | 東諸県郡 | 国富町   | 塚原           | （未供用区間開始地点） |
| 宮崎県堂352号野首麓線                                                       | 宮崎市   | 宮崎市   | 大瀬町         |                        |
| 宮崎県道26号宮崎須木線 重複区間起点                                         | 宮崎市   | 宮崎市   | 瓜生野         |                        |
| 宮崎県道26号宮崎須木線 重複区間終点                                         | 宮崎市   | 宮崎市   | 下北方町平ノ下 |                        |